# Unterbrechergetriebe

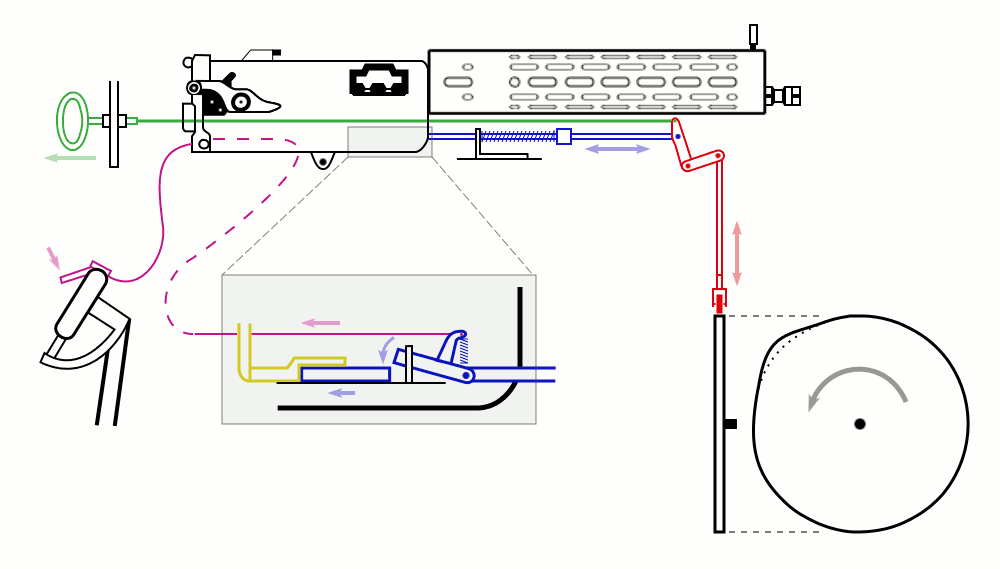
Funktionsweise des Unterbrechergetriebes

Das Unterbrechergetriebe ist eine Koppelung zwischen Propellerwelle und Maschinengewehr (MG) eines Jagdflugzeuges, die dafür sorgt, dass der Feuerstoß des so synchronisierten Maschinengewehres unterbrochen wird, wenn ein Geschoss aus dem MG ein vor der Mündung vorbeiziehendes Propellerblatt treffen würde.

## Aufgabenstellung
Um dem Piloten das Beheben von Ladehemmungen zu ermöglichen, die Schussrichtung des MGs parallel zur Visierlinie des Piloten auszurichten und das Gewicht von Waffe und Munition nah am Schwerpunkt zu konzentrieren, kam es bei den ersten Jagdflugzeugen darauf an, die Bewaffnung unmittelbar vor dem Cockpit zu platzieren. Da einmotorige Flugzeuge mit Zugpropeller die effektivste Bauform für Jagdflugzeuge waren, musste das Maschinengewehr den Propellerkreis durchschießen können, ohne den laufenden Propeller zu beschädigen.

## Technische Lösungen vor dem Unterbrechergetriebe

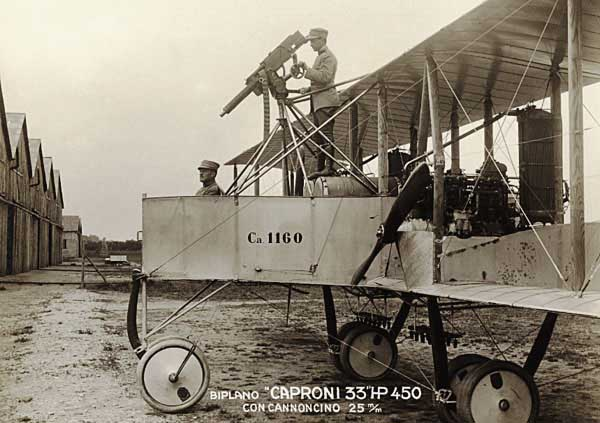
Bei diesem italienischen Caproni-Bomber musste der Schütze im Flug auf den Benzintank steigen, um das MG zu bedienen.

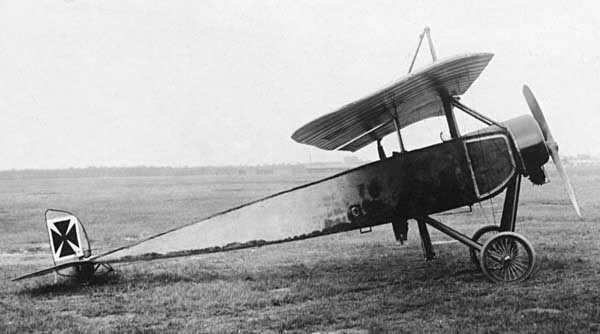
Eine solche mit Geschossabweisern ausgerüstete Morane Parasol fiel den deutschen Truppen im April 1915 in die Hände

Da eine technische Lösung dafür nicht existierte, griffen im Ersten Weltkrieg Kampfflieger zu folgenden, zum Teil sehr waghalsigen oder ungewöhnlichen Verfahren:
- Flugzeuge in der Pusher-Konfiguration mit Druckpropeller wurden verwendet, die nach vorn für ein bewegliches MG oder ein Geschütz freies Schussfeld hatten. z. B. der britische Vickers Gunbus, der französische Voisin L (ein Voisin dieses Typs schoss am 5. Oktober 1914 erstmals ein deutsches Flugzeug im Luftkampf ab) oder die deutschen Otto C-Typen sowie die Versuchsflugzeuge von Schwade oder August Euler.[1] Motor und Propeller wurden am Heck der Rumpfgondel angebracht und die Streben zum Höhen- und Seitenleitwerk seitlich am Propeller vorbeigeführt. Diese aufwendige Lösung war aerodynamisch ungünstig und minderte die Flugleistungen der „Gitterrümpfe“ erheblich.
- Bei Zweisitzern[2] wurde der – oft vorn sitzende – Beobachter mit einem beweglichen MG ausgerüstet, mit dem er natürlich am Propellerkreis vorbeifeuern musste. Der Beobachter zielte in gefährlicher Weise und bei stark begrenztem Schussfeld mit dem MG zwischen Streben und Verspannung hindurch oder er konnte, falls er im hinteren Cockpit untergebracht war, nur beim Abdrehen des Flugzeugs mit dem MG wirken. Als taktisch unwirksam erwies sich der Versuch von deutscher Seite durch Einsatz sogenannter „Großkampfflugzeuge“ Feindflugzeuge zu bekämpfen: Schwere dreisitzige Großflugzeuge wie die Gotha G.I wurden dazu mit beweglichem MG oder Bordkanone bestückt. Diese konnten sich zwar nun verteidigen, aber um gegnerische Flugzeuge zu stellen, anzugreifen und zu verfolgen waren derartige Großkampfflugzeuge viel zu langsam und schwerfällig.
- Eine besonders ungewöhnliche und waghalsige Lösung verfolgte die französische Firma SPAD:[3] Der Schütze saß in einer vor dem Propeller aufgehängten Gondel mit freiem Schussfeld nach vorn, was nicht nur die Zugleistung des Propellers beeinträchtigte und jegliche Verständigung der Besatzung verhinderte, sondern für den Beobachter mit dem rotierenden Propeller im Rücken bei Bruchlandungen zur tödlichen Gefahr wurde.
- Am effizientesten erwies es sich, Maschinengewehre entweder höher oder seitlich versetzt oder im Winkel am Propellerkreis vorbeizielend anzubringen.[4] Im ersten Fall war das Nachladen, im zweiten auch das Zielen mit dem angewinkelten MG schwierig. Dennoch blieb dieses zumindest als Zusatzbewaffnung bis 1918 Standard bei zahlreichen alliierten Jagdflugzeugen, u. a. bei der S.E.5 und der Sopwith Camel.
- Die höchste Kampfkraft bewiesen Anfang 1915 jedoch Flugzeuge mit unsynchronisiert durch den Propellerkreis feuernden MG: Die Propellerblätter wurden durch Geschossabweiser aus Stahlblech geschützt[5]. Damit wurden Frontalangriff und Verfolgung gegen feindliche Flugzeuge möglich.

Mit diesen Verfahren hatten die Alliierten Anfang 1915 die Luftherrschaft an der Front gewonnen; ihnen waren immer mehr unbewaffnete und damit wehrlose deutsche und österreichisch-ungarische Flugzeuge zum Opfer gefallen, so dass die taktische Luftaufklärung in der Tiefe des gegnerischen Luftraums nahezu unmöglich wurde. Trotzdem erwiesen sich alle genannten Verfahren als behelfsmäßig und wenig effizient. Um ein Durchschießen des Propellerkreises im frontalen Angriff auf ein Feindflugzeug zu ermöglichen, wurde ein Unterbrechergetriebe benötigt, das Motor und MG synchronisierte.

## MG-Synchronisation

Funktionsweise eines Maschinengewehr-Abzugs an einem Propellerflugzeug, bei dem das Gewehr durch den Propellerkreis feuert

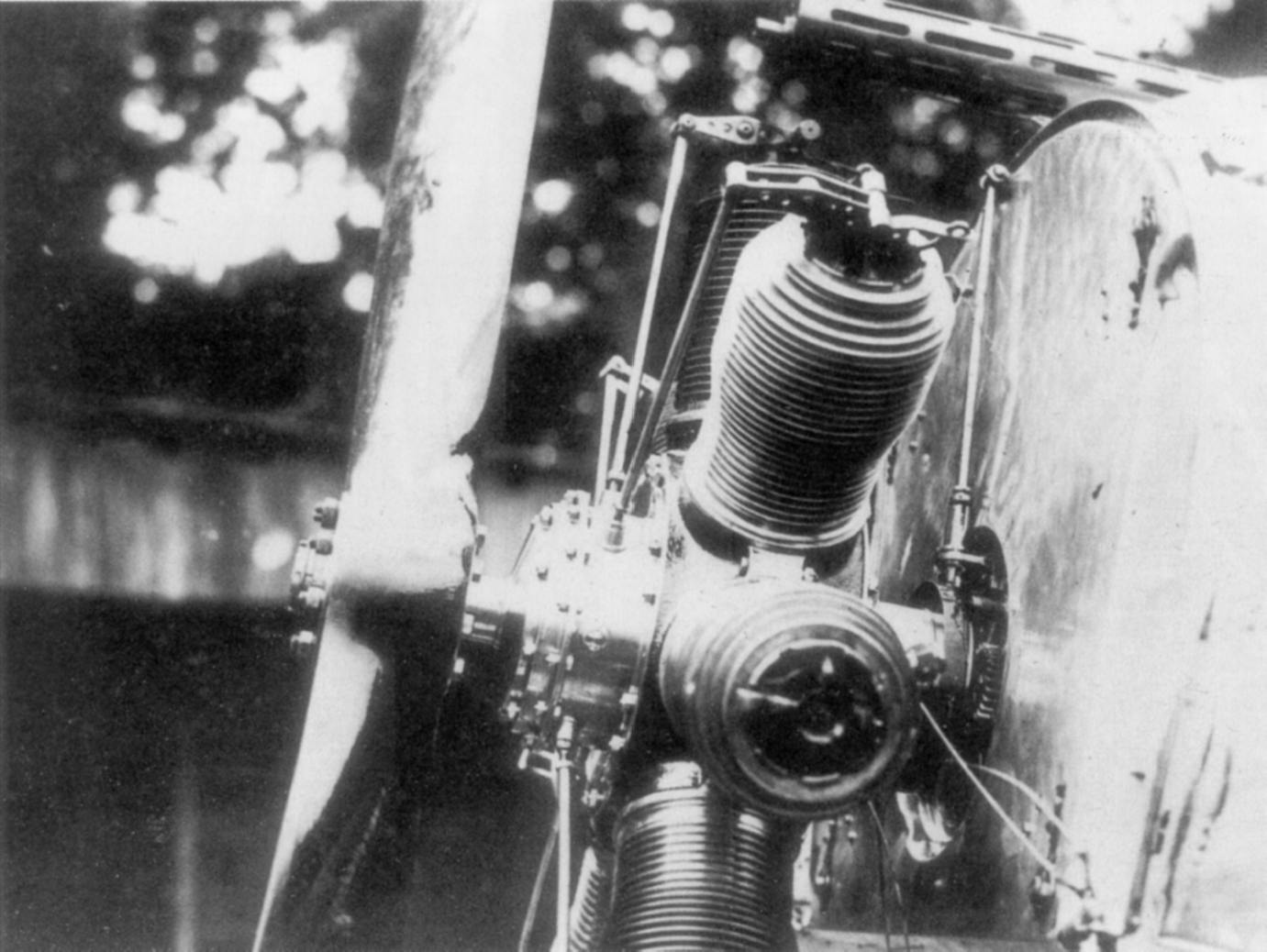
Fokker E.I mit Oberursel U.0 Sieben-Zylinder-Umlaufmotor und der Nocken-Stangen-Einheit des Synchronisationsgetriebes an der Bugwand

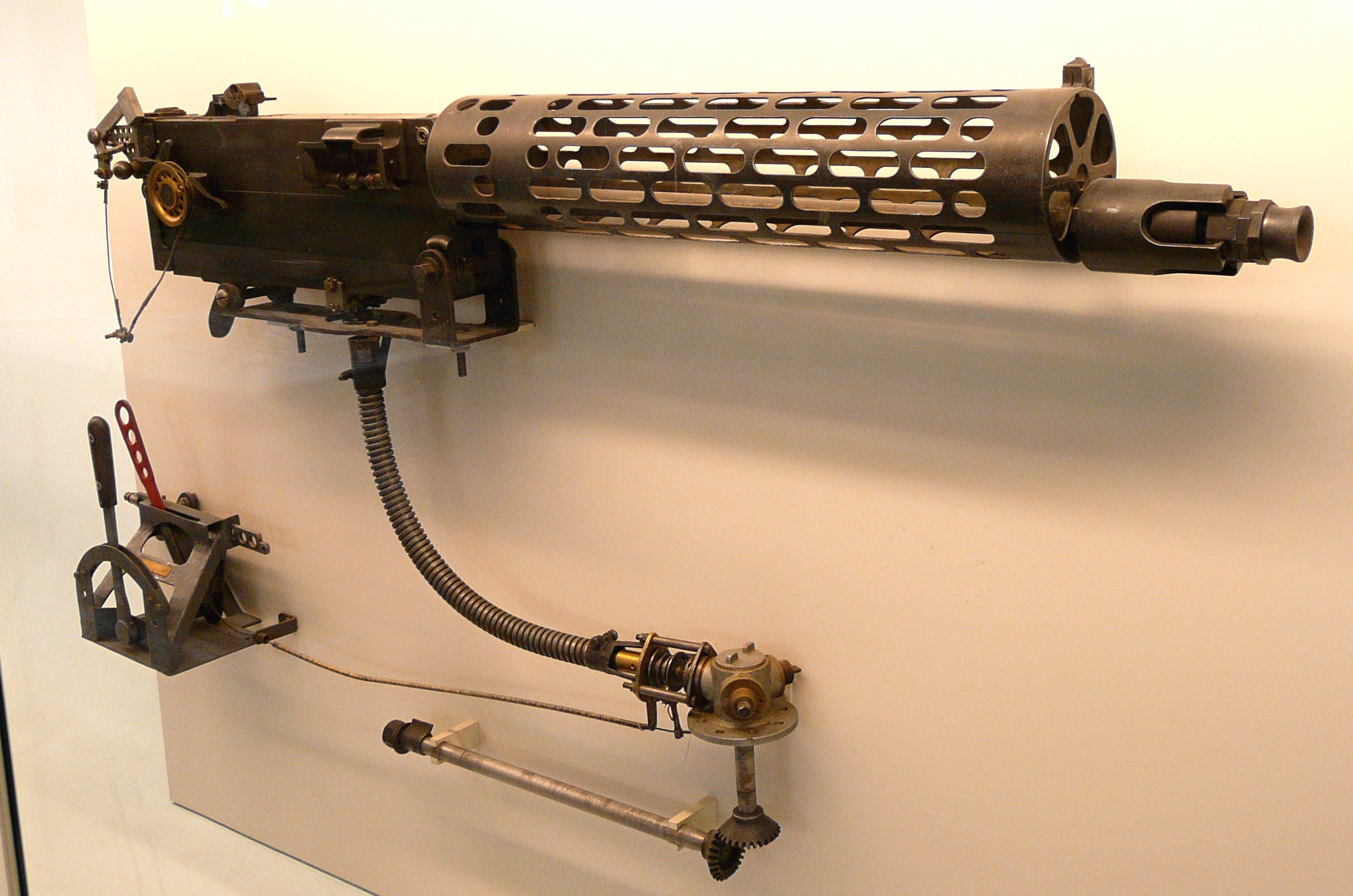
MG 08/15 mit Unterbrechergetriebe, ausgestellt im Deutschen Museum in München

Die gefährlichsten, zum Frontalangriff tauglichen Jagdflugzeuge mit starrem, vorwärts feuerndem MG waren französische Morane-Saulnier-Einsitzer, bei denen der Propeller mit Geschossabweisern aus Stahlblech gegen Treffer geschützt wurde. Seit Anfang 1915 machte u. a. die so ausgerüstete Staffel Escadrille M.S. 23 an der Westfront ungehindert Jagd auf deutsche Flugzeuge. Am 19. April 1915 geriet jedoch der bekannte französische Vorkriegs-Kunstflieger Roland Garros, der bereits fünf Abschüsse erzielt hatte, mit einer so ausgerüsteten Morane-Saulnier L über Courtrai in deutsches Abwehrfeuer. Garros musste bei Ingelmunster auf deutscher Seite notlanden, sein Flugzeug wurde umgehend nach Berlin geschafft. Eigene Versuche der deutschen Luftstreitkräfte, Ablenkbleche an einem deutschen Flugzeugpropeller anzubringen, erwiesen sich bei der Beschussprüfung wegen der Durchschlagskraft der deutschen Stahlmantelgeschosse als untauglich.
Anton Fokker und andere Konstrukteure wurden zur Untersuchung der Morane eingeladen und erhielten den Auftrag, die Maschine zu kopieren oder nachzubauen. Helmuth Förster, Hauptmann und Adjutant des Feldflugchefs, übergab Fokker ein Parabellum-MG und Munition.  Fokkers Ingenieure Heinrich Lübbe, Curt Heber und Carl Leimberger griffen auf Patente von August Euler und des Ingenieurs Franz Schneider von der Luftverkehrsgesellschaft (LVG) zurück. Sie konstruierten eine mechanische Synchronisation, die über eine Nockenscheibe den Abzug des Parabellum-MGs mit der rotierenden Motorwelle und dem fest auf der Welle montierten Propeller verbindet und den MG-Abzug nur auslöst, wenn ein Propellerblatt die Feuerlinie gerade wieder freigegeben hat. Fokker rüstete umgehend einen der gerade in seinem Werk produzierten A.III-Einsitzer mit dem synchronisierten MG aus, hängte das Flugzeug an seinen Sportwagen, fuhr von Schwerin nach Döberitz und führte seine Erfindung am 19. oder 20. Mai 1915 dem Generalstab persönlich vor.
Kurz darauf lieferte Fokker bereits seine neuen Jagdeindecker an die Front, deren Einsatz nicht nur bis Anfang 1916 der deutschen Seite die Luftherrschaft erkämpfte („Fokker-Plage“), sondern auch die Jagdfliegerei revolutionierte.

## Weiterentwicklung
Das mechanische Unterbrechergetriebe besaß den Nachteil, durch die Verzögerung zwischen Unterbrechung und Fortsetzung des Feuerstoßes die Kadenz der synchronisierten Bordwaffen spürbar zu verringern. Dieser Nachteil wurde erst in den späten 1930ern durch die Einführung von elektrisch gezündeten Patronen, die einen Zündimpuls von einem vom Triebwerk angetriebenen Zündmagneten erhielten, auf ein Minimum reduziert. Diese Technologie wurde im Zweiten Weltkrieg von den deutschen Jagdflugzeugen verwendet und diente zur Synchronisierung von Maschinengewehren und Bordkanonen.
Ab den 1930er Jahren war es im Flugzeugbau aufgrund tragfähigerer Metallkonstruktionen auch möglich, Bordgeschütze in den Tragflächen unterzubringen, wodurch hier die Notwendigkeit einer Synchronisation entfiel. Weiterhin wurden auch Konstruktionen verwendet, bei denen die Läufe großkalibriger Waffen durch die Propellernabe hindurch gelegt wurden (z. B. Messerschmitt Bf 109 ab Variante F, Jakowlew Jak-3, Bell P-39).
Mit der Einführung von Strahlflugzeugen entfiel mit den Propellern auch das Bedürfnis nach Synchronisation. Modernere militärische Flugzeugtypen mit Propellerantrieb weisen entweder zwei Triebwerke in den Flügeln auf (Rockwell OV-10, FMA IA 58) oder sind mit konvergierenden Bordwaffen bzw. Aufhängepunkten für Waffenbehälter außerhalb des Propellerkreises ausgerüstet (Douglas A-1, Soko J-20 Kraguj, Embraer EMB 312).